# Laida Lertxundi
Laida Lertxundi (Bilbao, 1981) es una cineasta y profesora universitaria de bellas artes española.

## Biografía
Nacida en España, es hija del médico y político socialista Roberto Lertxundi. Se trasladó a estudiar a Estados Unidos, donde se licenció en Bellas Artes en el Bard College de Nueva York y realizó un máster en el California Institute of the Arts (CalArts). Fue profesora de Bellas Artes y Humanidades en el Art Center College of Design de Pasadena, tras haber impartido clases en la Universidad de California en San Diego y en CalArts.
Su vocación por el cine surgió durante sus estudios en el Bard College, al conocer los trabajos de distintos cineastas como Hollis Frampton, Maya Deren y Michael Snow. Sus películas, rodadas la mayoría en 16 mm, se localizan en espacios naturales, urbanos y domésticos de Los Ángeles y alrededores. Están englobadas bajo el título genérico de Landscape Plus.
Entre sus películas se encuentran Footnotes to a House of Love (2007), My Tears Are Dry (2009), Cry When It Happens (2010), A Lax Riddle Unit (2011), The Room Called Heaven (2012), Live to live (2015) y 025 Sunset Red (2016) —estrenada en el MoMa de Nueva York— Además del MoMa, sus obras se han podido ver en la Bienal de Lyon, en el Festival Internacional de Cine de Róterdam o el Museo Nacional Centro de Arte Reina Sofía de Madrid.
En 2020, junto a Leopoldo Zugaza y Pello Irazu, fue galardonada con el Premio Gurea Artea del Gobierno Vasco «por su actividad artística».